# 伊保藩
伊保藩（いぼはん）は、三河国加茂郡上伊保村（現在の愛知県豊田市）に存在した藩。藩庁は伊保陣屋。御山前陣屋。

## 概要
関ヶ原の戦いで東軍に与した岩崎城7000石の領主である丹羽氏次は、戦後に恩賞として3000石を加増されたことから、1万石の大名として伊保藩を立藩した。
氏次は関ヶ原の翌年に死去し、跡を子の丹羽氏信が継いだ。氏信は大坂の陣で武功を挙げたことなどから、寛永15年（1638年）4月27日に2万石加増の上で、美濃岩村藩に移封となり、伊保藩は廃藩、その所領は幕府領となった。
なお、この丹羽氏は織田信長の家臣だった丹羽長秀とは血縁関係は無い。だが氏次は信長に仕え、その死後に徳川家に仕えたため、譜代となった。
天和元年（1681年）9月15日、陸奥国浅川藩より本多忠晴が入ったことにより、再び伊保藩が立藩した。
忠晴は大番頭、奏者番、寺社奉行などを歴任したことから宝永2年（1705年）に5000石を加増され、宝永7年（1710年）に領地の配置替えが行なわれたことを契機に遠江国相良藩に移ったため、伊保藩は廃藩となった。

## 歴代藩主

### 丹羽家
譜代 1万石
1. 丹羽氏次（うじつぐ）【慶長5年10月18日藩主就任－慶長6年3月19日死去】
2. 丹羽氏信（うじのぶ） 従五位下 式部少輔【慶長6年3月19日藩主就任－寛永15年4月27日移封、廃藩】

### 本多家
譜代 1万石→1万5000石
1. 本多忠晴（ただはる） 従五位下 弾正少弼【天和元年9月15日藩主就任－宝永7年閏8月移封、廃藩】